# ديماس بارنز
ديماس بارنز هو سياسي أمريكي، ولد في 4 أبريل 1827، وتوفي في 1 مايو 1888 في نيويورك في الولايات المتحدة. نشط حزبياً في الحزب الديمقراطي. وقد انتخب عضو مجلس النواب الأمريكي ‏.